# Chrzest wiary

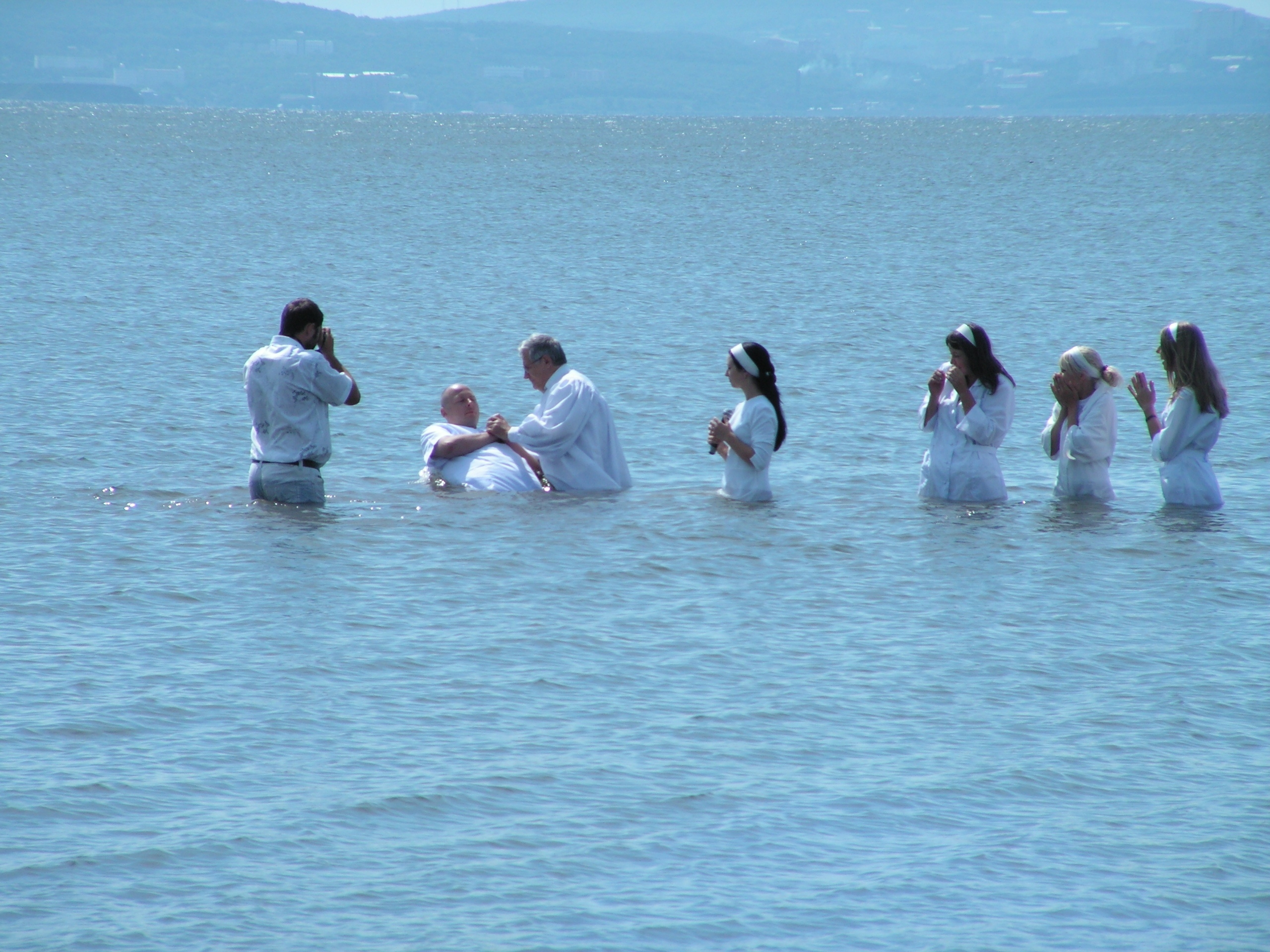
Chrzest na wyznanie wiary udzielany we Władywostoku (Rosja)

Chrzest wiary lub chrzest świadomy – forma chrztu praktykowana w niektórych wyznaniach chrześcijańskich, głównie we wspólnotach tradycji anabaptystycznej (mennonici i amisze) i baptystycznej, przyjęta również później w przez ruch zielonoświątkowy (większość denominacji), Kościoły chrystusowe oraz liczne mniejsze wspólnoty ewangeliczne, a także przez adwentystów i organizację Świadków Jehowy
.

## Historia
Chrzest osób w wieku świadomym praktykowany był, głównie lub wyłącznie, od czasów apostolskich aż do III wieku, kiedy to wprowadzono w ówczesnym, przedrozłamowym, Kościele powszechnym zwyczaj chrzczenia niemowląt.
Ponownie kwestię chrztu w wieku świadomym podniesiono w czasie reformacji wśród anabaptystów, którzy w 1525 przyjęli taką praktykę. Początkowo chrztu udzielano poprzez polanie głowy, z czasem jednak rozpowszechniła się za sprawą baptystów praktyka chrztu poprzez całkowite zanurzenie w wodzie (z gr. βαπτίζω [baptízo] – chrzcić, zanurzać, pogrążać).

## Założenia doktrynalne i praktyka
Wspólnoty praktykujące chrzest w wieku świadomym uważają, że chrztu powinno się udzielać na wyznanie wiary, którego nie mogą złożyć niemowlęta i małe dzieci. Ponadto w niektórych denominacjach ewangelicznych istotną rolę odgrywa wolność wyznania i sumienia oraz przekonanie, że nikomu nie wolno narzucać religii i jej przyjęcie powinno być osobistą decyzją każdej osoby, dlatego każdy sam musi podjąć decyzję o chrzcie i przystąpieniu do Kościoła. W większości wspólnot praktykujących chrzest świadomy praktykuje się też błogosławieństwo niemowląt.